# El Pujol (Sant Bartomeu del Grau)
El Pujol és una masia de Sant Bartomeu del Grau (Osona) inclosa a l'Inventari del Patrimoni Arquitectònic de Catalunya.

## Descripció
Es tracta d'un edifici civil orientat a migdia amb teulada a quatre vessants.
La masia està assentada en un pujol per la part del darrere, aprofitat per l'hort.
Està unit per una galeria i una lliça a una masoveria que té una llinda datada al 1860 i signada per Antonia Pujol Farreres.
A la part esquerra hi ha una galeria amb tres grans arcades amb pedra treballada.